# René Ndemezo'o Obiang
René Ndemezo'o Obiang, né à Bitam le 1er novembre 1947, est un homme politique gabonais, député et ancien ministre. « Baron » du Parti démocratique gabonais (PDG), il fait partie des personnalités influentes de la vie politique gabonaise.
Après des études secondaires au lycée Léon Mba de Libreville, René Ndemezo'o Obiang poursuit ses études en France où il obtient une maîtrise de sociologie.
Membre actif du Parti démocratique gabonais (PDG), il en devient le secrétaire général adjoint. Député, il est élu président du groupe parlementaire de son parti.
D'abord ministre de la Communication, il est nommé Ministre de la culture, de la jeunesse, des sports et des loisirs le 17 octobre 2009. À ce titre il est amené à organiser la Coupe d'Afrique des nations de football 2012.
En février 2012, alors qu'il fait partie des personnalités pressenties pour la primature, il est évincé de la nouvelle équipe, après douze années de présence au sein du gouvernement.
Le 28 février 2015 René Ndemezo’o Obiang alors député de Bitam démissionne du Parti démocratique gabonais (PDG, au pouvoir) pour retrouver les rangs de l'opposition radicale du Front Uni de l’Opposition pour l'Alternance (FUOPA) de  Jean Ping et Zacharie Myboto, principal rempart de l’opposition gabonaise pressée d’en découdre avec la prétendue hérésie politique du président Ali Bongo Ondimba.
« Après une longue et profonde réflexion, j’ai donc pris, ce samedi 28 février 2015, la décision historique de quitter définitivement le Parti démocratique Gabonais », a declare René Ndemezo’o Obiang.
« Ma lettre de démission, adressée au secrétaire général de ce Parti, a été déposée ce matin même au siège du dudit Parti », poursuit-il, tout en signifiant qu’après sa démission du PDG auquel il a appartenu pendant 30 ans, il devient « un citoyen gabonais totalement libre dans sa pensée comme dans son action ».
« En quittant définitivement le Parti Démocratique Gabonais, j’ai donc pris la décision également historique, de rejoindre toutes celles et tous ceux qui dans notre pays se battent déjà courageusement pour la libération du Gabon au sein du Front uni de l’opposition pour l’Alternance », clame le natif de Bitam, annonçant par ailleurs sa démission du poste de député.
Abordant les raisons de son départ du parti qu’il a longtemps servi, l’ancien ministre des Sports évoque entre autres « les engagements non tenus face aux attentes légitimes des populations dans les domaines essentiels tels que l’Education, la santé, le logement, la route, l’emploi, la vie chère etc. »